# Гоуп Ленґ
Гоуп Еліс Росс Ленґ (англ. Hope Elise Ross Lange, | həʊp əˈliːs ˈrɑːs ˈlæŋ |; 28 листопада 1933 — 19 грудня 2003) — американська актриса. Володарка двох премій «Еммі», а також номінантка на премії «Оскар» та «Золотий глобус».

## Життєпис
Гоуп Еліс Росс Ленґ (англ. Hope Elise Ross Lange) народилася 28 листопада 1933 року в місті Реддінг, штат Коннектикут (США). Її батько, Джон Джордж Ленґ, був музикантом і аранжувальником Флоренза Зігфелда, а мати, Міннет Буддек, актрисою, а пізніше власницею ресторану. У юності Гоуп працювала офіціанткою в ресторані матері і одного разу її світлину випадково було надруковано в одній із газет, після чого їй запропонували роботу в одному з модельних агентств Нью-Йорка.

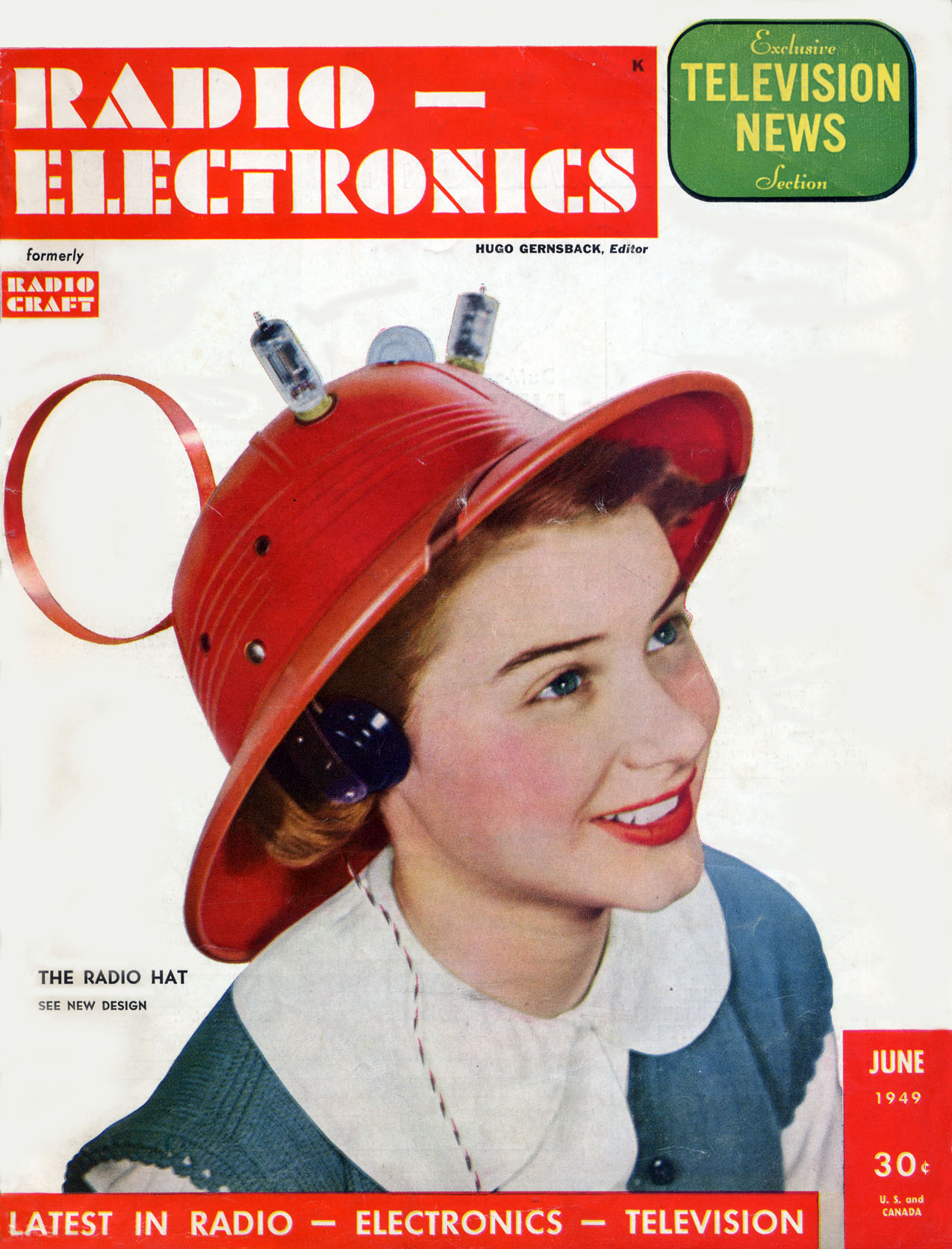
15-річна Гоуп Еліс Росс Ленґ у рекламі «Радіошляпа марсіаніна», 1949

Акторська кар'єра Гоуп Ленґ розпочалася 1943 року на одній із театральних сцен Бродвею у постановці «Патріоти». Через десятиліття вона вперше з'явилася на телебаченні, а в 1956 році відбувся її кінодебют у фільмі « Автобусна зупинка», де виконавцями головних ролей були Мерілін Монро та Дон Мюррей, за якого в тому ж році вона вийшла заміж. Через рік Гоуп Ленґ знялася у фільмі «Пейтон-плейс» (1957), за роль Селени Крос з якого вона була номінована на премії « Золотий глобус» та « Оскар» як найкраща актриса другого плану. У 1964 році, через три роки після розлучення з Мюррей, актриса вийшла заміж за режисера Алана Пакула, з яким розлучилася в 1971 році.
З 1968 по 1970 рік Гоуп Ленґ була виконавицею ролі Керолін Мюїр у популярному телесеріалі «Примари та місіс Мюїр», за роль якої вона двічі ставала володаркою премії « Еммі», а також номінанткою на « Золотий глобус». Після цього вона успішно знімалася протягом трьох сезонів у «Новому шоу Діка Ван Дайка». У 1974 році актриса зіграла дружину Чарлза Бронсона у фільмі «Жага смерті». У 1977 році вона знову з'явилася на Бродвеї, де багато грала в наступні роки.
У 1986 році Гоуп Ленґ вийшла заміж за театрального продюсера Чарльза Холлеріта з яким прожила решту життя. Вона померла 19 грудня 2003 року у шпиталі Сент-Джон у Санта-Моніці від ішемічного коліту на 71-му році життя.

## Вибрана фільмографія
- Автобусна зупинка (1956) — Елма Дукворт
- Справжня історія Джессі Джеймса (1957) — Зі
- Пейтон-плейс (1957) — Селена Крос
- Молоді леви (1958) — Гоуп Плоуман
- Найкраще (1959) — Каролін Бендер
- Дикун (1961) — Айрін Сперрі
- Жменя чудес (1961) — Елізабет Мартін
- Жага смерті (1974) — Джоанна Керсі
- Палац насолод (1980) — Маделейн Калверт (телебачення)
- День, коли помер Христос — Клавдія Прокула
- Кошмар на вулиці В'язів 2: Помста Фредді (1985) — Шеріл Волш
- Синій оксамит (1986) — місіс Вільямс
- Форд: Людина і машина (1987) — Клара Форд
- Пряма та очевидна загроза (1994) — сенатор Майо
- Справедливий суд (1995) — Ліббі Прентіс

## Нагороди
- « Еммі» 1969, 1970 — «Найкраща актриса в комедійному серіалі» («Привиди та місіс Мюїр»)